# Bubbelspel
Bubbelspel is het 140ste stripverhaal van De Kiekeboes. De reeks wordt getekend door striptekenaar Merho. Het album verscheen op 9 september 2014.

## Verhaal
Een mooie zomerdag zorgt voor verhitte gemoederen. De operatoren Tinkeltel en Bubbelbel zijn in moordende concurrentiestrijd verwikkeld. Nonkel Vital schiet met scherp op de aannemers die zijn huisje willen platgooien voor een nieuwe ringweg. En tussen al die heethoofden door krijgt het dorp van de Kiekeboes te maken met een ware inbrakenplaag. Fanny en Konstantinopel proberen de ware toedracht achter de inbraken te achterhalen terwijl Kiekeboe en Charlotte nonkel Vitals protestbeweging moeten trachten te temperen.